# Dicranella sclerophylla
Dicranella sclerophylla är en bladmossart som beskrevs av Hugh Neville Dixon 1943. Dicranella sclerophylla ingår i släktet jordmossor, och familjen Dicranaceae. Inga underarter finns listade i Catalogue of Life.